# Assemblée populaire de wilaya
Pour les articles homonymes, voir APW.
L'assemblée populaire de wilaya (APW ; en arabe : المجلس الشعبي الولائي) est l'instance délibérante de la wilaya en Algérie.
Ses membres sont élus au suffrage universel pour cinq ans, au scrutin de liste ouverte à la représentation proportionnelle avec vote préférentiel, sans panachage. Le nombre de membres varie en fonction de la population :
- 35 membres dans les wilayas ayant moins de 250.000 habitants ;
- 39 membres dans les wilayas ayant 250.000 à 650.000 habitants ;
- 43 membres dans les wilayas ayant 650.001 à 950.000 habitants ;
- 47 membres dans les wilayas ayant 950.001 à 1.150.000 habitants ;
- 51 membres dans les wilayas ayant 1.150.001 à 1.250.000 habitants ;
- 55 membres dans les wilayas de 1.250.001 habitants et plus.

Les dernières élections, en même temps que celles des assemblées populaires communales, ont eu lieu le 27 novembre 2021.
Le président de l'APW est élu par l'assemblée parmi ses membres. Le wali, nommé par le président de la République, est chargé d'exécuter les décisions prises par l'APW[réf. souhaitée].